# Мальто
Мальто́ (фр. Maltot) — коммуна во Франции, находится в регионе Нижняя Нормандия. Департамент коммуны — Кальвадос. Входит в состав кантона Эвреси. Округ коммуны — Кан.
Код INSEE коммуны — 14396.

## Население
Население коммуны на 2010 год составляло 812 человек.
| 1962 | 1968 | 1975 | 1982 | 1990 | 1999 | 2010 |
| ---- | ---- | ---- | ---- | ---- | ---- | ---- |
| 338  | 327  | 337  | 382  | 538  | 575  | 812  |

## Экономика
В 2010 году среди 582 человек трудоспособного возраста (15—64 лет) 431 были экономически активными, 151 — неактивными (показатель активности — 74,1 %, в 1999 году было 75,6 %). Из 431 активных жителей работали 413 человек (215 мужчин и 198 женщин), безработных было 18 (4 мужчины и 14 женщин). Среди 151 неактивной 87 человек были учениками или студентами, 46 — пенсионерами, 18 были неактивными по другим причинам.